# Berlindom
Berlindom är en bergstopp i Antarktis. Den ligger i Östantarktis. Nya Zeeland gör anspråk på området. Toppen på Berlindom är 3 080 meter över havet.
Terrängen runt Berlindom är bergig åt nordost, men åt sydväst är den kuperad. Berlindom är den högsta punkten i trakten. Trakten är obefolkad. Det finns inga samhällen i närheten.